# 産前産後休業
産前産後休業（さんぜんさんごきゅうぎょう）は、女性労働者が母体保護のため出産の前後においてとる休業の期間である。産休とも称される。本記事では産前産後における労働基準法上の就業上の措置についても併せて述べる。

## 歴史
1982年のILO第158号条約では、出産休暇を取得したことによる解雇は不当解雇にあたると定められた（日本は未批准）。
さらに1919年のILO第3号条約では、産前6週（申出）産後6週（強制）の休業及び休業中の所得保障を初めて定めた。その後1952年のILO103号条約で改正があり、2000年のILO183号条約では産前産後合わせて14週の休業に拡大した（日本、中国、韓国はいずれも未批准）。
日本においては、工場法（1911年）において5週の産後休業を定めたことに始まり、その後産前4週産後6週に拡大され、戦後の労働基準法にも産前産後休業の規定が設けられた。1986年の改正により産後8週に拡大、また多胎妊娠の場合は産前10週に拡大され、1997年の改正で現行の規定となる。一方で、1970年代に男女同一賃金としていた企業でも、産休は欠勤扱いとする例もあった。
1908年1月、長野県は、女教員妊娠規定を定める（初めて産前産後2か月有給休養獲得）。1911年10月24日、女教員の妊娠分娩休暇期間を3週間から5週間に改正。1922年9月18日、文部省は、女教員・保姆に初めて産前産後の有給休養を認めるよう訓令を発した。

## 日本の法的規制
- 労働基準法については、以下では条数のみ記す。

女性労働者が妊娠しているか否かについて事業主は早期に把握し、適切な対応を図ることが必要であり、そのため、事業場において女性労働者からの申出、診断書の提出等所要の手続を定め、適切に運用されることが望ましい（平成18年10月11日基発1011001号）。以下の規定は女性が管理監督者等の、いわゆる第41条該当者であっても、第66条1項、2項を除き同様に適用される。
なお、船員には労働基準法の妊産婦等の規定は適用されないが（第116条）、妊娠中の女子を船内で使用することは原則禁止される（船員法第87条）。産後8週及び軽易な作業については船員についても労働基準法と同様である。
- 坑内および危険有害業務における妊産婦の就業制限については坑内労働および女性労働基準規則を参照。

### 休業期間
産前においては、使用者は、6週間（多胎妊娠の場合にあっては14週間）以内に出産する予定の女性が休業を請求した場合においては、その者を就業させてはならない（第65条1項）。ILO183号条約に対応している。
- 起算日は原則として自然分娩の予定日である。
  - 医師の診断の元、予定日が変更となった場合（予定帝王切開になった場合等）は、その日を起算日とする取り扱いも可能であるが、実際には就業規則等の定めによる。
- 実際の出産日が予定日後である場合、休業期間はその遅れた日数分延長される。なお、出産当日は「産前」に含まれる（昭和25年3月31日基収4057号）。
- 女性が請求しなければ、出産日まで就業させて差し支えない。

産後においては、使用者は、産後8週間を経過しない女性を、就業させることができない。ただし、産後6週間を経過した女性が請求した場合において、その者について医師が支障がないと認めた業務に就かせることは、差し支えない（第65条2項）。
- 起算日は、1項とは異なり、現実の出産日である。
- この場合の「出産」には、妊娠第4月以降の流産、早産及び人工妊娠中絶[注 1]、並びに、死産の場合も含む（昭和23年12月23日基発1885号、昭和26年4月2日婦発113号）。
- 産前産後休業期間中に、その女性労働者が属する労働組合による争議行為（ストライキ等）が行われたとしても、その期間は当該女性労働者の産前産後休業として取り扱われる（昭和27年7月25日基収383号）。

### 解雇の制限
使用者は、産前産後休業期間中、及びその後30日間は、当該労働者を解雇してはならない（第19条）。懲戒解雇の場合であっても同様である。ただし、天災事変その他やむを得ない事由のため事業の継続が不可能となった場合には、行政官庁（所轄労働基準監督署長）の認定を受けた上で解雇制限が解除される。船員にも同様の規定がある（船員法第44条の2）。なお、産前6週間の女性が休業を請求せずに就労している場合は解雇制限の対象とはならないが、労働基準監督署ではその期間は当該女性労働者を解雇しないよう行政指導を行っている（昭和25年6月16日基収1526号）。
事業主は、その雇用する女性労働者が妊娠したこと、出産したこと、産前産後休業を請求し、又は産前産後休業をしたこと等を理由として、当該女性労働者に対して解雇その他不利益な取扱いをしてはならず（男女雇用機会均等法第9条3項）、妊娠中及び産後1年を経過しない女性労働者に対してなされた解雇その他不利益な取扱いは、無効となる（最判平26.10.23）。ただし、事業主が当該解雇がこれらを理由とする解雇でないことを証明したときは、この限りでない（男女雇用機会均等法第9条4項）。男女雇用機会均等法に罰則の定めはないが、厚生労働大臣は、違反した事業主に対して勧告することができ、事業主が勧告に従わなかったときは、その旨を公表することができる（男女雇用機会均等法第29条、第30条）。また事業主が職場における産前産後休業等に関する言動により労働者の就業環境が害されている事実を把握していながら、男女雇用機会均等法上の各種の雇用管理上の必要な措置を講じなかったことにより当該労働者が離職した場合、当該離職者は雇用保険の基本手当の受給に当たり、「特定受給資格者」として扱われ、一般の受給資格者よりも所定給付日数が多くなる。また特定受給資格者を発生させた事業主は、雇用保険法上の各種の助成金を当分の間受けられなくなる。

### 産前産後における就業上の措置

#### 軽易な業務への転換
第65条3項は原則として妊娠中の女性が請求した業務に転換させる趣旨である（昭和22年9月13日発基17号）。この「軽易な業務」については、他に軽易な業務がない場合において新たに軽易な業務を創設してまで与える義務はない（昭和61年3月20日基発151号・婦発69号）。また軽易な業務がないためにやむを得ず休業する場合においては、休業手当を支払う必要はない。

#### 妊産婦の労働時間の特例
「妊産婦」とは、妊娠中の女性及び産後1年を経過しない女性をいう。第66条1項は、1カ月単位の変形労働時間制、1年単位の変形労働時間制、1週間単位の非定型的変形労働時間制を採用している場合であっても、時間外労働に係る妊産婦の取扱いとの均衡にかんがみ、妊産婦については1週間について1週の法定労働時間、1日について1日の法定労働時間を超えて労働させてはならないこととするものである（昭和63年1月1日基発1号）。なおフレックスタイム制についてはこの限りではない。
第66条2項は、災害等若しくは公務のために臨時の必要がある場合又は三六協定を締結している場合であっても、妊産婦については時間外労働・休日労働をさせてはならないこととするものであり、第66条3項は妊産婦については深夜業をさせてはならないこととするものである。なお妊産婦が請求しなければ、時間外・休日労働、深夜業をさせてよい。また、第41条該当者たる妊産婦については請求があったとしても、時間外・休日労働をさせてよいが深夜業はさせてはならない（昭和61年3月20日基発151号、婦発69号）。
妊娠中の女性については、第65条3項の軽易な業務への転換と第66条の時間外労働等の制限のいずれか一方又は双方を行うことを妨げない（昭和61年3月20日基発151号、婦発69号）。

#### 育児時間
第67条は、ILO3号条約（日本は未批准）に倣って工場法施行規則で定めた哺育時間を引き継いだ規定である。哺乳のための時間を休憩時間とは別に確保する立法趣旨であるので、男性が請求しても、育児時間を与える必要はない。なお「生児」については、必ずしもその女性が出産した子である必要はない。
- 第67条の実効を確保するため大規模の事業場にはできる限り託児所を設置するよう指導すること、とされている（昭和22年9月13日発基17号）。
- 育児時間は、労働時間の始め、途中、終わりのいずれの時間に与えてもよい。育児時間を有給とするか否かは、当事者の自由であり、無給でもよい（昭和33年6月25日基収4317号）[注 3]。
- 1日の労働時間が4時間以内である場合には、1日1回の育児時間の付与で足りる（昭和36年1月9日基収8996号）。
- 「30分」には、託児所までの往復の時間も含むが、往復の所要時間を除いた実質的な育児時間が与えられることが望ましい（昭和25年7月22日基収2314号）。

第67条は使用者の許可や承認を定めていないので、育児時間の取得は、女性労働者の請求のみで成立する（形成権）。なお、女性労働者が請求しなければ、育児時間を与えなくてもよい。
第67条は上述の通り本来は授乳のための時間という趣旨であるが、それに限定されるものではない。第67条の制度が授乳よりも一般的な育児のために利用されれば女性のみを保障の対象とする根拠は薄弱となり、育児に従事する男女労働者の共通の権利として再構成される必要がある。なお2009年（平成21年）の育児介護休業法の改正により定められた「3歳未満の子を養育する労働者の所定労働時間の短縮措置」（育児介護休業法第23条）と第67条の育児時間の両方を請求することは可能である（平成28 年8月2日職発0802第1号）。

## 賃金支払等
産前産後休業期間中の賃金の支払については、労働基準法上は産前産後期間中の賃金保障を義務付けておらず、各企業の就業規則等による。そのために賃金の支払を受けられない者に対して、健康保険等の被保険者であって所定の要件を満たす者は、出産手当金として休業1日につき標準報酬日額の3分の2相当額が支給される。
法改正により、平成26年4月30日以降に産前産後休業が終了となる被保険者については、 産前産後休業期間中の健康保険・厚生年金保険の保険料が、事業主の申出により、被保険者分及び事業主分とも免除される。この申出書は、産前産後休業期間中に事業主が日本年金機構に提出する。被保険者が産前産後休業期間を変更したとき、または産前産後休業終了予定日の前日までに産前産後休業を終了したときは、速やかに「産前産後休業取得者変更（終了）届」を日本年金機構へ提出する。
産前産後休業の終了日が平成26年4月1日以降の被保険者を対象に、産前産後休業終了日に当該産前産後休業に係る子を養育している被保険者は、一定の条件を満たす場合、産前産後休業終了日の翌日が属する月以後3ヶ月間に受けた報酬の平均額に基づき、4か月目の標準報酬月額から改定することができる。つまり、休業による賃金の低下に即応して標準報酬月額を減額改定し、健康保険・厚生年金保険の保険料を安くできる。被保険者が事業主を経由して、「産前産後休業終了時報酬月額変更届」を日本年金機構へ速やかに提出する。ただし、産前産後休業終了日の翌日に育児休業を開始している場合は、この申出はできず、育児休業終了時に同様の申出を行う。またこれらの規定により標準報酬月額が減額改定されても、子が3歳になるまでは年金額の計算については、減額改定される前の標準報酬月額で計算され、保険料の負担が抑えられたまま従来の年金額が保障される。
平均賃金を算定する際には、産前産後休業期間中の日数は算定期間から除外される（第12条3項2号）。この期間を含めると、不当に平均賃金が低くなるおそれがあるためである。また、年次有給休暇の付与を判断する出勤率の計算においては、産前産後休業期間中は出勤したものとして扱われる（第39条10項）。

## 罰則
第19条、第65条~第67条の規定に違反した者は、6ヶ月以下の懲役又は30万円以下の罰金に処する（第119条）。 

## 産前産後休業取得の状況
労働基準法上は産前産後休業は労働者の権利として認められていて、事業主は産前産後休業の請求に応じなければならないが、日本の企業社会には、「男と女は異なる社会的役割がある。男は社会で働き家族を養う収入を得る。女は専業主婦として家事や育児をする。」という考えや、「産前産後休業を取得されたら、同じ職場で働く人にとっても、経営者にとっても迷惑でしかない。」という考えを持ち、法違反を承知で結婚・妊娠した女性を、様々な方法で退職に追い込む事業主も存在する（マタニティハラスメント）。結婚・妊娠した女性の側も、そのような職場を見限って、自分や家族の利益を守るためにやむなく退職・転職する事例も見られる。その結果、日本では、結婚・出産以前や、子供の成長により育児負担が少なくなる以後と比較して、結婚・出産から子供が小学校低学年の育児期の女性の就業率が低くなっている。このことは、女性の労働力率を示す指標において、いわゆる「M字カーブ」と呼ばれる現象に如実に現れている。その他の事例として、職場からの長期離脱を理由に正社員から契約社員へ変更したところ問題となったことから、今後の対応が懸念させる。

## 海外
- 厳格な学術誌「小児科先駆者」は、罪悪感を持たずに産休を取ることを推奨している[11]。
- アメリカでは国として産休や育休の制度が無いため、職場によっては出産直後に出勤する必要があった[12]。対応策としてバラク・オバマ政権時代に企業が搾乳する場所と時間の提供を義務化した[12]。